# جفنة
الجفنة أو الجرد أو القرضة أو القرضي أو السر أو القصيص (باللاتينية: Gymnocarpos) جنس نباتي يتبع الفصيلة القرنفلية. يضم الجنس أحد عشر نوعا مقبولا وأربعة أنواع لم يحسم أمرها بعد. يوجد عدد منها في مناطق الوطن العربي وحوض البحر الأبيض المتوسط.

## من أنواع الجفنةالواطنةفي الوطن العربي
- الجفنة عشرية الأسدية (باللاتينية: Gymnocarpos decandrus) في الجزيرة العربية وبلاد الشام ومصر والمغرب العربي